# Коваль Олексій Григорович
Олексій Григорович Коваль (нар. 18 жовтня 1904, село Ляшківка Кобеляцького повіту Полтавської губернії, тепер Царичанського району Дніпропетровської області — 19 жовтня 1985, Київ) — український радянський комуністичний діяч, заступник голови Ради Міністрів УРСР. Кандидат у члени ЦК КПУ в 1952—1966 роках. Депутат Верховної Ради УРСР 2-го скликання. Депутат Верховної Ради СРСР 2—4-го скликань.

## Біографія
Народився в родині селянина-бідняка. У 1918—1922 роках — учень Андріївської сільськогосподарської школи Нехворощанського району Полтавщини. У 1922—1925 роках — учень Полтавського сільськогосподарського технікуму.
У 1925—1930 роках — агроном Рублівського (Котелевського) районного земельного відділу; перебував на профспілковій роботі. У 1930—1931 роках — інспектор з підготовки сільськогосподарських кадрів Харківського агрономічного інституту. У 1931—1932 роках — директор Полтавської міжрайонної станції по боротьбі зі шкідниками сільськогосподарських рослин.
У 1932—1936 роках — головний агроном та завідувач Полтавського міського земельного відділу. У 1936—1937 роках — заступник голови виконавчого комітету Полтавської міської ради по сільському господарству.
Член ВКП(б) з 1937 року.
У 1937—1941 роках — старший агроном головного управління Полтавського обласного земельного відділу.
У 1941—1942 роках — уповноважений Народного комісаріату землеробства Української РСР з евакуації майна машинно-тракторних станції (МТС) і худоби колгоспів УРСР в східні області СРСР. У 1942—1943 роках — начальник сортового управління Народного комісаріату землеробства Української РСР (у містах Саратові, Воронежі, Ворошиловграді). У 1943 році — у розпорядженні ЦК КП(б)У в місті Москві.
У 1943—1944 роках — головний агроном Полтавського обласного земельного відділу.
У 1944—1947 роках — завідувач Полтавського обласного земельного відділу.
У лютому 1947 — серпні 1948 року — 1-й заступник міністра сільського господарства із зернових культур Української РСР.
2 серпня 1948 — 15 квітня 1950 року — заступник голови Ради міністрів Української РСР із питань сільського господарства. Звільнений із посади «у зв'язку з хворобою».
21 вересня 1950 — 9 листопада 1953 року — голова виконавчого комітету Полтавської обласної ради депутатів трудящих.
У жовтні 1953 — 29 січня 1957 року — міністр радгоспів Української РСР.
З січня 1957 року — заступник голови Державної планової комісії УРСР. З липня 1957 до квітня 1959 року — начальник відділу сільського господарства Державної планової комісії УРСР. З квітня 1959 року — начальник відділу сільського господарства і заготівель сільськогосподарських продуктів Державної планової комісії УРСР.
У вересні 1962 — лютому 1970 року — заступник голови Державного планового комітету Ради міністрів Української РСР по сільському господарству.
З лютого 1970 року — на пенсії.

## Нагороди
- три ордени Леніна (1945, 26.02.1958,)
- орден Трудового Червоного Прапора (22.03.1966)
- медаль «За доблесну працю у Великій Вітчизняній війні 1941—1945 рр.» (1945)
- медаль «За трудову доблесть»
- Велика срібна медаль ВДНГ СРСР (1940)
- медалі
- Почесна грамота Президії Верховної Ради Української РСР (5.02.1970)